# باكيرزفيل
باكيرزفيل (بالإنجليزية: Bakersville)‏ هي مدينة أمريكية ومركز مقاطعة ميتشل في ولاية كارولاينا الشمالية في الولايات المتحدة الأمريكية.

## التركيبة السكانية
حدّد مكتب تعداد الولايات المتحدة بيانات التركيبة السكانية لباكيرزفيل في تعداد الولايات المتحدة. في ما يلي، التركيبة السكانية حسب تعدادي 2000 و2010.

### تعداد عام 2000
بلغ عدد سكان باكيرزفيل 357 نسمة بحسب تعداد عام 2000، وبلغ عدد الأسر 168 أسرة وعدد العائلات 98 عائلة مقيمة في البلدة. في حين سجلت الكثافة السكانية 181.2 نسمة لكل كيلومتر مربع (469.3/ميل2). وبلغ عدد الوحدات السكنية 206 وحدة بمتوسط كثافة قدره 104.6 لكل كيلومتر مربع (270.9/ميل2).
وتوزع التركيب العرقي للبلدة بنسبة 99.72% من البيض و0.28% من الأمريكيين الأصليين و0.28% من الهسبانيون أو اللاتينيون من أي عرق.
بلغ عدد الأسر 168 أسرة كانت نسبة 21.4% منها لديها أطفال تحت سن الثامنة عشر تعيش معهم، وبلغت نسبة الأزواج القاطنين مع بعضهم البعض 45.2% من أصل المجموع الكلي للأسر، ونسبة 12.5% من الأسر كان لديها معيلات من الإناث دون وجود شريك،  بينما كانت نسبة 0.6% من الأسر لديها معيلون من الذكور دون وجود شريكة وكانت نسبة 41.7% من غير العائلات. تألفت نسبة 39.3% من أصل جميع الأسر من عدة أفراد يعيشون في نفس المنزل ونسبة 22.6% كانت تتألف من شخص يعيش بمفرده يبلغ من العمر 65 عاماً أو أكثر. وبلغ متوسط حجم الأسرة المعيشية 2.04، أما متوسط حجم العائلات فبلغ 2.72.
بلغ العمر الوسطي للسكان 46.4 عاماً. وكانت نسبة 19.3% من القاطنين تحت سن الثامنة عشر، وكانت نسبة 6.7% بين الثامنة عشر والرابعة والعشرين عاماً، ونسبة 19.6% كانت واقعةً في الفئة العمرية ما بين الخامسة والعشرين والرابعة والأربعين عاماً، ونسبة 24.1% كانت ما بين الخامسة والأربعين والرابعة والستين، ونسبة 26.1% كانت ضمن فئة الخامسة والستين عاماً فما فوق. يوجد لكل 100 أنثى 72.7 ذكر، ويوجد لكل 100 أنثى في الثامنة عشر من عمرها فما فوق 70.6 ذكر.
بلغ متوسط دخل الأسرة في البلدة 19,286 دولارًا، أما متوسط دخل العائلة فبلغ 31,563 دولارًا. وكان متوسط دخل الذكور 27,500 دولارًا مقابل 22,083 دولارًا للإناث. وسجل دخل الفرد الخاص بالبلدة 15,997 دولارًا. وكانت نسبة 15.2% من العائلات ونسبة 18.2% من السكان تحت خط الفقر، وكان من هؤلاء نسبة 16.9% تحت سن الثامنة عشر ونسبة 23.7% في الخامسة والستين من العمر وما فوق.

### تعداد عام 2010
بلغ عدد سكان باكيرزفيل 464 نسمة بحسب تعداد عام 2010، وبلغ عدد الأسر 228 أسرة وعدد العائلات 117 عائلة مقيمة في البلدة. في حين سجلت الكثافة السكانية 235.5 نسمة لكل كيلومتر مربع (609.9/ميل2). وبلغ عدد الوحدات السكنية 269 وحدة بمتوسط كثافة قدره 136.5 لكل كيلومتر مربع (353.5/ميل2).
وتوزع التركيب العرقي للبلدة بنسبة 93.32% من البيض و0.65% من الأمريكيين الأفارقة و0.43% من الأمريكيين الأصليين و2.59% من الأعراق الأخرى و3.02% من عرقين مختلطين أو أكثر و2.59% من الهسبانيون أو اللاتينيون من أي عرق.
بلغ عدد الأسر 228 أسرة كانت نسبة 23.7% منها لديها أطفال تحت سن الثامنة عشر تعيش معهم، وبلغت نسبة الأزواج القاطنين مع بعضهم البعض 33.8% من أصل المجموع الكلي للأسر، ونسبة 16.7% من الأسر كان لديها معيلات من الإناث دون وجود شريك،  بينما كانت نسبة 0.9% من الأسر لديها معيلون من الذكور دون وجود شريكة وكانت نسبة 48.7% من غير العائلات. تألفت نسبة 45.6% من أصل جميع الأسر من عدة أفراد يعيشون في نفس المنزل ونسبة 22.4% كانت تتألف من شخص يعيش بمفرده يبلغ من العمر 65 عاماً أو أكثر. وبلغ متوسط حجم الأسرة المعيشية 2.04، أما متوسط حجم العائلات فبلغ 2.91.
بلغ العمر الوسطي للسكان 45.8 عاماً. وكانت نسبة 20.3% من القاطنين تحت سن الثامنة عشر، وكانت نسبة 9.3% بين الثامنة عشر والرابعة والعشرين عاماً، ونسبة 19.8% كانت واقعةً في الفئة العمرية ما بين الخامسة والعشرين والرابعة والأربعين عاماً، ونسبة 27.4% كانت ما بين الخامسة والأربعين والرابعة والستين، ونسبة 23.3% كانت ضمن فئة الخامسة والستين عاماً فما فوق. وتوزع التركيب الجنسي للسكان بنسبة 42.5% ذكور و57.5% إناث.